# Мульгимаа

Флаг Мульгимаа

Му́льгимаа, также Му́лгимаа. (эст. Mulgimaa) — культурно-историческая область Эстонии. Охватывает уезд Вильяндимаа и северо-западную часть уезда Валгамаа — земли бывших приходов Халлисте, Хельме, Каркси, Пайсту и Тарвасту. 
В области распространен мульгийский диалект южноэстонского наречия, на котором на 2012 год разговаривало около 10 000 человек. Этнографические особенности выражены в национальном костюме. Носители культуры Мульгимаа — мульки (эст. mulk).
Исследованием, сохранением и развитием культуры Мульгимаа и наречия мульги занимается «Институт культуры мульги».